# Kiržač
Kiržač (rusky Киржач) je město ve Vladimirské oblasti v Ruské federaci. Při sčítání lidu v roce 2010 mělo bezmála třicet tisíc obyvatel.

## Poloha
Kiržač leží u ústí potoka Vachčilky do řeky Kiržače (přítoku Kljazmy v povodí Volhy).
Od Vladimiru, správního střediska celé oblasti, je Kiržač vzdálen přibližně 125 kilometrů na západ.

## Dějiny
Město zde vzniklo kolem kláštera, který byl založen v roce 1332 z příkazu Ivan I. Kality nebo z příkazu Sergeje Radoněžského.
Klášter byl uzavřen v roce 1764.
V roce 1778 se Kiržač stal městem.

### Rodáci
- Sergej Alexejevič Bessonov (1892–1941), politik
- Vladimir Sergejevič Bělov (* 1984), šachista